# Дорожное (Донецкая область)
Дорожное (укр. Дорожнє) — посёлок в Добропольском районе Донецкой области Украины.
Население по данным 2021 года составляло 63 человека. Население по переписи 2001 года составляло 96 человек. Почтовый индекс — 85053. Телефонный код — 6277.

## Местный совет
85053, Донецька обл., Добропільський р-н, с. Никанорівка, вул. Мира, 1  (укр.)